# Transaral

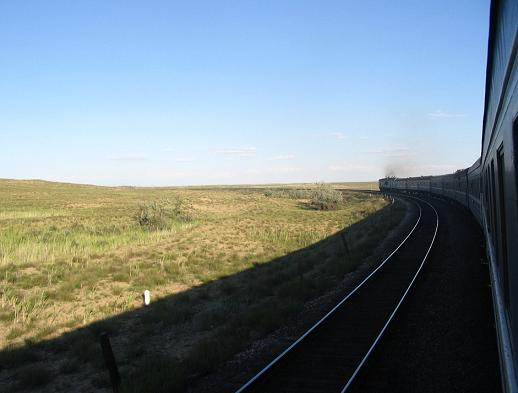
Uma vista do comboio no percurso do Transaral. Grande parte da linha atravessa a vasta estepe cazaque.

O Transaral de bitola larga de 1520 mm foi construído em 1906 ligando assim Oremburgo e Tasquente. Durante a primeira parte do século XX foi a única ligação ferroviária de bitola larga entre Rússia europeia e Ásia Central.
Em 1874, já existiam planos para a construção de uma linha Oremburgo-Tasquente. Todavia a construirão da mesma não arrancou antes do Outono de 1900. A linha foi construída começando simultaneamente pelos dois extremos até chegar a junção comum. Abriu em Janeiro 1906, ligando as já existentes redes ferroviárias russas e europeias à Ferrovia Transcaspiana.
Depois da Revolução Bolchevique a linha foi bloqueada pelos cossacos sob o comando de Alexander Dutov. Cortado do abastecimento de comida e incapaz de se sustentar a si próprio devido ao cultivo forçado do algodão, a região do Turquestão experimentou um período de intensa fome. A perda temporária da Transaral também permitiu ao  Soviete de Tasquente obter um grau de autonomia em relação a Moscovo durante o período seguinte á ascensão do bolchevismo, o que resultou na ocorrência de grandes atrocidades tal como o massacre de Cocande, no qual foram mortas entre 5 000 e 14 000 pessoas.
A linha percorre várias cidades no Cazaquistão, incluindo Aral, Qyzylorda, Turquestão e Shymkent. Em Arys liga com a Linha Turquestão–Sibéria, que passa por Almaty, eplo Cazaquistão oriental e a Sibéria meridional.